# Berlin, Berlin
Berlin, Berlin é uma série de televisão alemã produzida pela ARD. Foi originalmente exibida de 2002-2005 de terça a sexta-feira às 06:50 pelo canal público Das Erste. 

## Elenco
| Personagem                | Ator               | Temporada                   |
| ------------------------- | ------------------ | --------------------------- |
| Carlotta "Lolle" Holzmann | Felicitas Woll     | 1ª Temporada                |
| Sven Ehlers               | Jan Sosniok        | 1ª Temporada - 4ª Temporada |
| Hart                      | Matthias Klimsa    | 1ª Temporada - 4ª Temporada |
| Rosalie Butzke            | Sandra Borgmann    | 1ª Temporada                |
| Sarah Hermann             | Rhea Harder        | 2ª Temporada - 4ª Temporada |
| Alex Weingart             | Matthias Schloo    | 2ª Temporada - 4ª Temporada |
| Vero Gol-Sawatzki         | Alexandra Neldel   | 3ª Temporada - 4ª Temporada |
| Tuhan                     | Maverick Quek      | 1ª Temporada - 4ª Temporada |
| Lenny                     | Alexander Scheer   | 2ª Temporada - 4ª Temporada |
| Felix                     | Florian David Fitz | 4ª Temporada                |

## Prêmios
A série ganhou diversos prêmios, incluindo um Emmy Internacional de melhor série de comédia em 2004.